# 15025 Ювонтаріо
15025 Ювонтаріо (15025 Uwontario) — астероїд головного поясу, відкритий 15 жовтня 1998 року.
Тіссеранів параметр щодо Юпітера — 3,173.